# Palinustus waguensis
Palinustus waguensis är en kräftdjursart som beskrevs av Kubo 1963. Palinustus waguensis ingår i släktet Palinustus och familjen Palinuridae. IUCN kategoriserar arten globalt som livskraftig. Inga underarter finns listade i Catalogue of Life.